# Nephrotoma stylacantha
Nephrotoma stylacantha är en tvåvingeart som beskrevs av Alexander 1937. Nephrotoma stylacantha ingår i släktet Nephrotoma och familjen storharkrankar. Inga underarter finns listade i Catalogue of Life.